# Jökulsárgljúfur
La Jökulsárgljúfur, toponyme islandais signifiant littéralement « gorge de la Jökulsá », est une gorge d'Islande située sur le cours inférieur de la Jökulsá á Fjöllum, l'un des plus longs fleuves du pays. Elle débute aux cascades de Selfoss et Dettifoss et débouche non loin de l'océan Arctique après un parcours de 24 kilomètres entre deux parois escarpées. Protégée dans le parc national du Vatnajökull, elle constitue l'une des plus importantes destinations touristiques d'Islande.

## Géographie

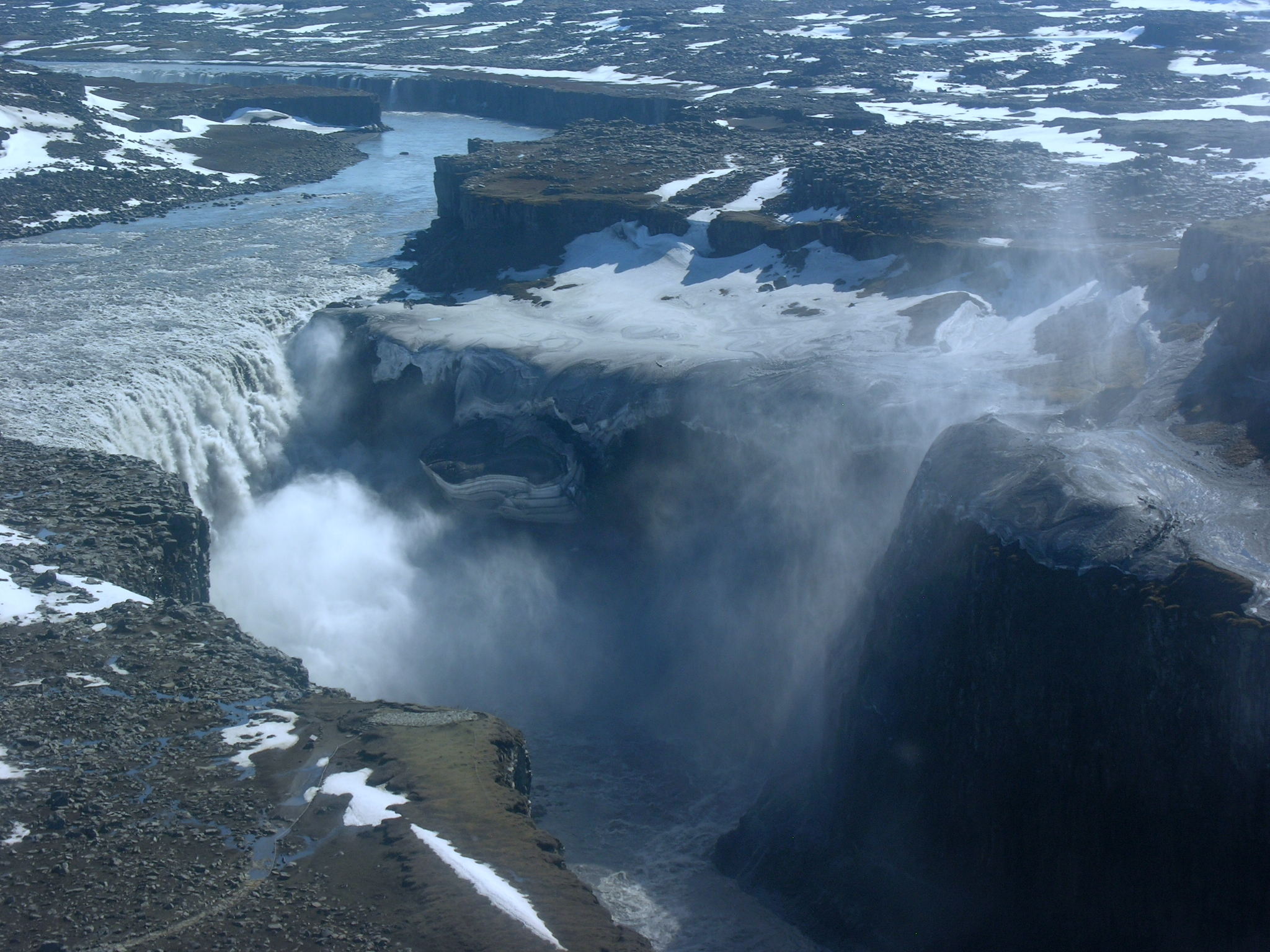
Vue aérienne de Dettifoss (premier plan) et de Selfoss (second plan) qui marquent le début de la Jökulsárgljúfur.

La Jökulsárgljúfur se situe en Islande, dans le Nord-Est du pays. Administrativement, elle se trouve dans la municipalité de Norðurþing de la région de Norðurland eystra. Elle est longée à l'ouest par la route 862 et à l'est par la route 864 ; le Krafla et le Mývatn se trouvent au sud-ouest et la ville d'Húsavík au nord-ouest.
La gorge, formée par l'érosion de vastes empilements de coulées de lave par la Jökulsá á Fjöllum, est orientée sud-nord. Elle débute à la cascade de Selfoss lorsque le lit de la rivière cesse de s'étaler dans le Hólsandur pour se rétrécir et s'engouffrer entre deux parois rocheuses verticales. Cette chute d'eau de 10 mètres de hauteur est suivie de quatre autres chutes, Dettifoss, la plus haute avec 44 mètres, Hafragilsfoss avec 27 mètres, Réttarfoss et Vígabjargsfoss, ainsi que de plusieurs séries de rapides. À chaque dénivellation, le lit de la rivière s'encaisse un peu plus entre les parois de la gorge qui prennent parfois l'aspect de falaises distantes d'environ 500 mètres et hautes d'environ 120 mètres,. Les environs de la gorge comportant peu de relief, notamment dans le sud de la gorge, la Jökulsárgljúfur est parfois qualifiée de canyon et est comparée au Grand Canyon du Colorado, aux États-Unis, bien que les dimensions soient beaucoup plus modestes. Après un parcours de 24 kilomètres, les gorges débouchent dans un vaste sandur juste avant l'Öxarfjörður, dans l'océan Arctique.

## Formation

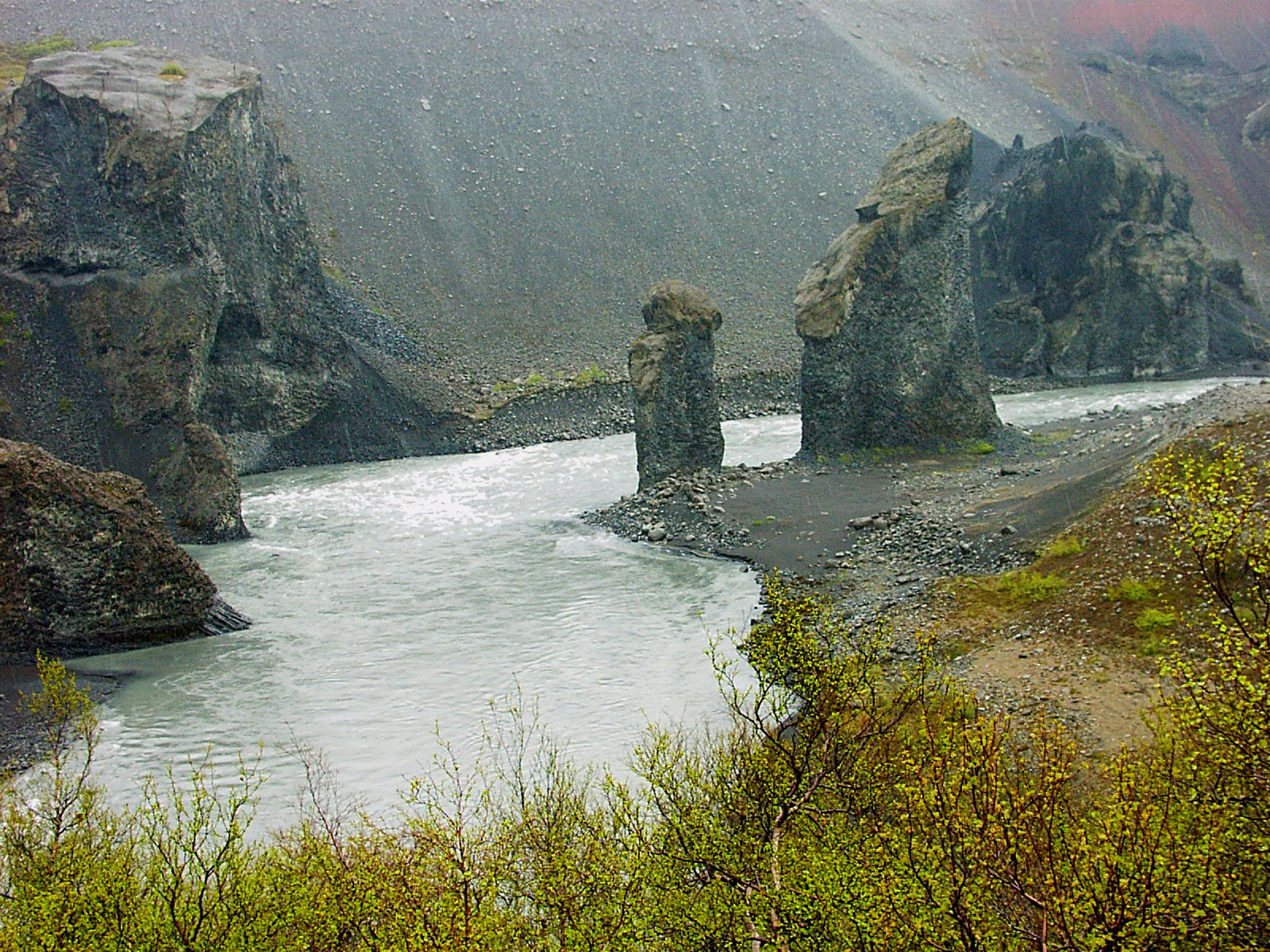
Formations rocheuses de Hljódaklettar dans le lit de la Jökulsá á Fjöllum : Karl et Kerling.

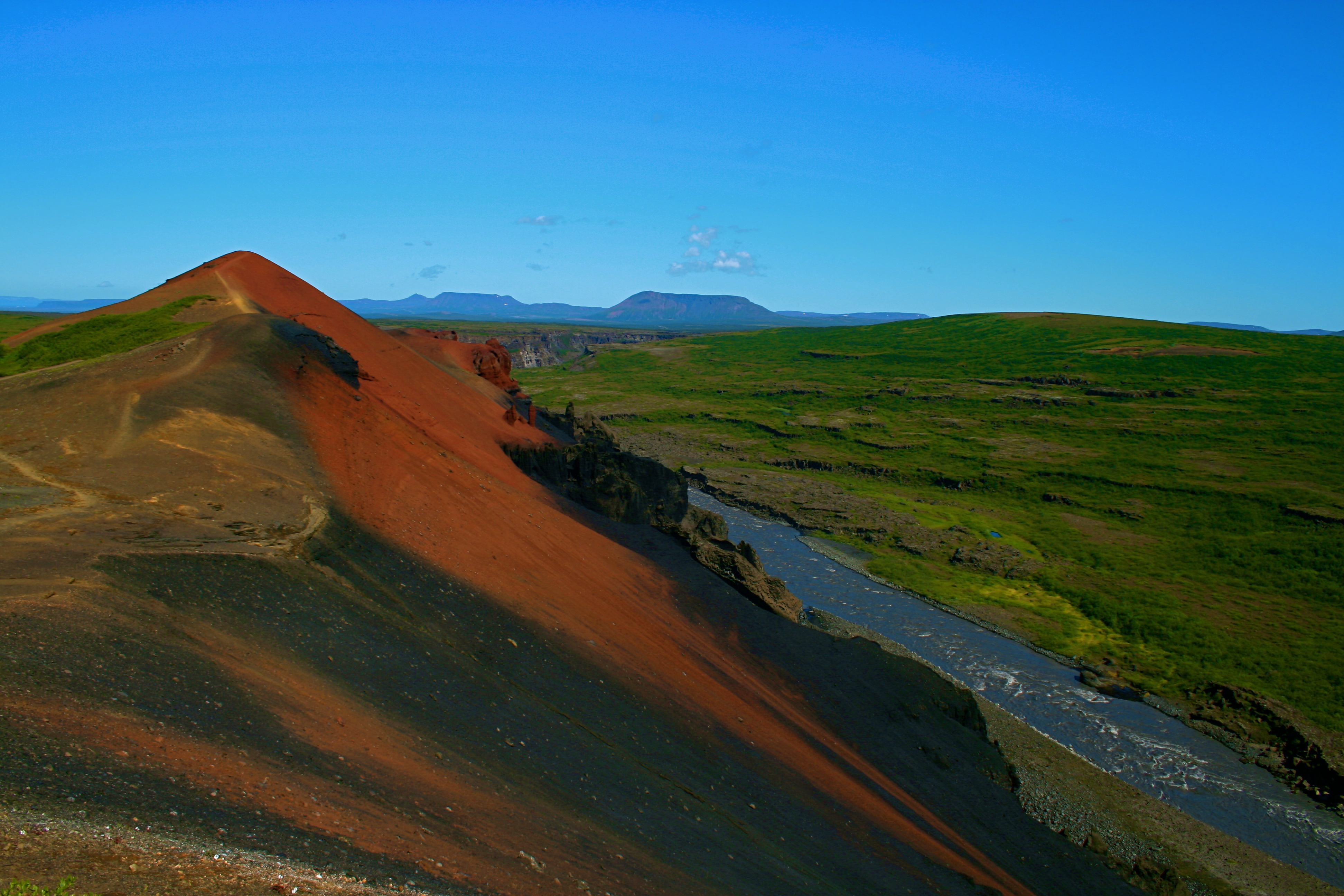
Le cône volcanique tronqué par l'érosion de Rauðhólar surplombant le lit de la Jökulsá á Fjöllum plusieurs dizaines de mètres en contrebas.

Il y a 9 000 à 8 000 ans, deux éruptions se sont produites à proximité de la gorge. Ces deux éruptions ont formé de volumineuses coulées de lave depuis deux fissures : l'une de six kilomètres de longueur parallèle à la gorge et qui a donné naissance aux formations rocheuses de Hljóðaklettar et Rauðhólar et l'autre qui est coupée en deux par la gorge juste au nord de Dettifoss et qui est encore visible sous la forme des cônes volcaniques des Randarhólar. Les coulées de lave de ces deux fissures ont été érodées en grande partie et les fragments restants constituent les falaises de la gorge, celles de Vígabjarg au-dessus de Réttarfoss et les promontoires appelés tous deux Eyjan à Vesurdalur au milieu des gorges et à Ásbyrgi.
La Jökulsárgljúfur s'est formée par l'érosion de ces vastes empilement de coulées de lave à partir de la fin de la dernière glaciation. Le retrait des glaciers d'Islande jusqu'à leur position actuelle et notamment celui du Vatnajökull au sud, source de la Jökulsá á Fjöllum, libère les régions désormais déglacées et s'accompagne de jökulhlaups, de brutales et dévastatrices inondations d'origine volcanique. Ces masses d'eau qui déferlent vers l'océan Arctique possèdent ainsi une importante capacité d'érosion si bien que des gorges peuvent se former en quelques jours comme celle d'Ásbyrgi située sur l'ancien tracé du fleuve et désormais à sec. L'érosion a dégagé des formations géologiques comme le cœur d'anciens volcans à Hljóðaklettar, Rauðhólar et aux Randarhólar, mettant au jour les cheminées volcaniques dans ce dernier cas. Les dernières de ces grandes inondations se sont produites aux XVIIe et XVIIIe siècles et l'érosion de la gorge se poursuit toujours.

## Protection

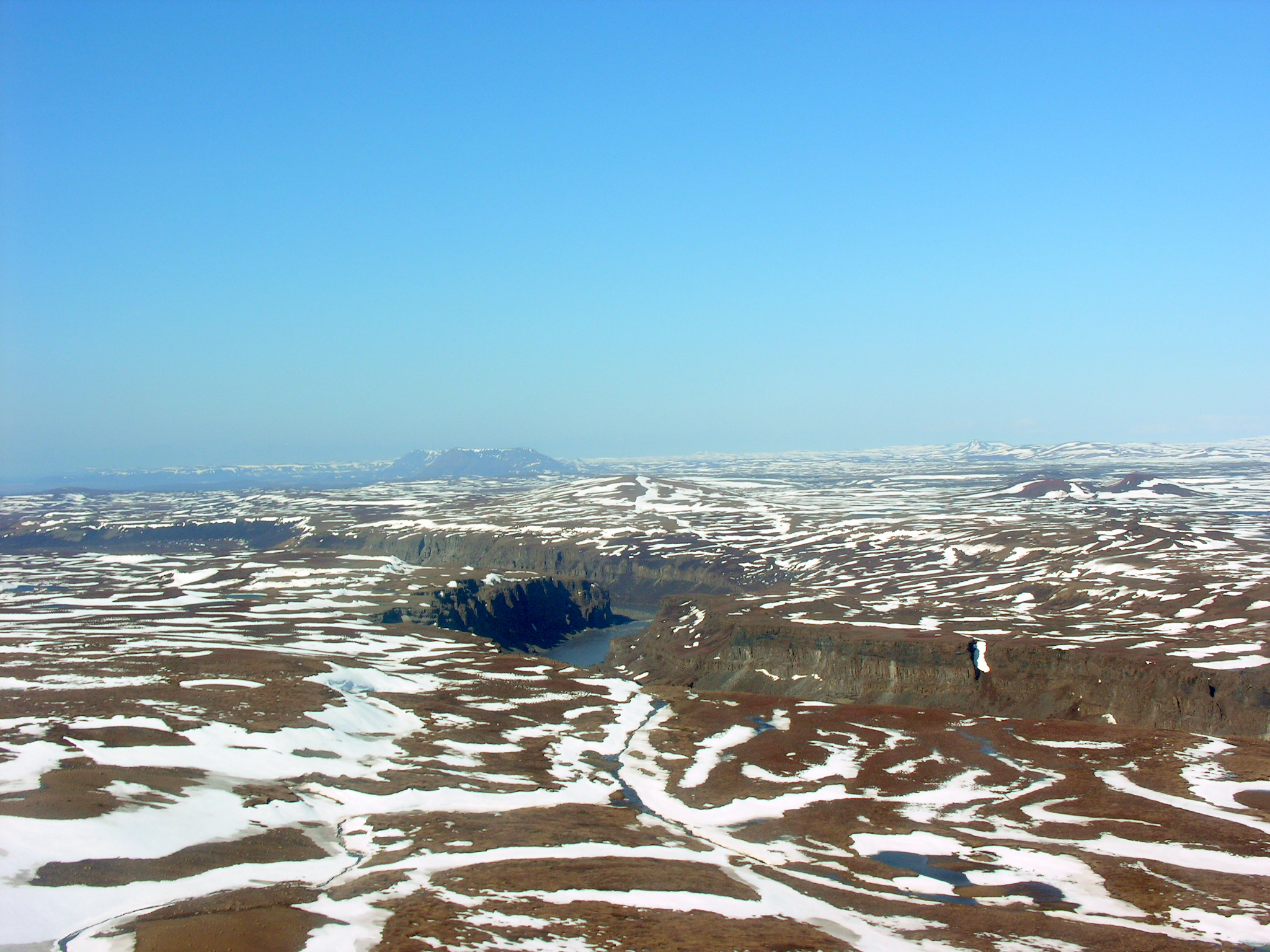
Vue aérienne du plateau entaillé par la Jökulsárgljúfur.

Le parc national de Jökulsárgljúfur est créé en 1973 et étendu à la gorge d'Ásbyrgi en 1978. D'une superficie de 150 km2, il couvre alors le versant ouest de la Jökulsárgljúfur. En 2008, il fusionne avec le nouveau parc national du Vatnajökull sans que ses limites ne changent dans le secteur de la gorge. L'un des centres des visiteurs de ce nouveau parc national se trouve dans la localité d'Ásbyrgi, à la sortie des gorges,. Il permet aux nombreux visiteurs de se renseigner sur la gorge et constitue l'une des portes d'entrée dans le parc national. De là, deux routes en majorité non goudronnées mais accessibles aux véhicules dits « de tourisme » permettent d'accéder à la Jökulsárgljúfur : la 862 par son versant ouest et la 864 par son versant est,. Ces deux routes débouchent toutes les deux sur la route 1 en amont des gorges, permettant ainsi de réaliser une boucle de quelques dizaines de kilomètres,. Cette configuration routière et la création d'un nouveau tracé goudronné pour la partie méridionale de la 862 entre la route 1 et le site de Dettifoss et Selfoss permettent un accès aisé aux visiteurs. Ceux-ci se rendent principalement aux cascades de Selfoss et Dettifoss qui sont les sites les plus aisément accessibles. Les autres sites de la gorge comme les cascades de Hafragilsfoss, Réttarfoss et Vígabjargsfoss ainsi que les formations rocheuses de Hljóðaklettar, Tröllahellir, Hólmatungur et Rauðhólar nécessitent chacun une randonnée pédestre de quelques dizaines de minutes à quelques heures et de difficulté variable et sont donc moins fréquentés.